# Líquid d'espín quàntic
En la física de la matèria condensada, un líquid d'espín quàntic és una fase de la matèria que es pot formar mitjançant la interacció dels espins quàntics en determinats materials magnètics. Els líquids de spin quàntic (QSL) es caracteritzen generalment pel seu enredament quàntic de llarg abast, excitacions fraccionades i absència d'ordre magnètic ordinari.
L'estat líquid de gir quàntic va ser proposat per primera vegada pel físic Phil Anderson l'any 1973 com l'estat fonamental d'un sistema d'espins en una xarxa triangular que interaccionen antiferromagnèticament amb els seus veïns més propers, és a dir, els espins veïns busquen alinear-se en direccions oposades. Els líquids d'espín quàntic van generar més interès quan el 1987 Anderson va proposar una teoria que descrivia la superconductivitat a alta temperatura en termes d'un estat espín-líquid desordenat.

## Propietats bàsiques
El tipus més simple de fase magnètica és un paraimant, on cada gir individual es comporta independentment de la resta, igual que els àtoms d'un gas ideal. Aquesta fase altament desordenada és l'estat genèric dels imants a altes temperatures, on dominen les fluctuacions tèrmiques. En refredar-se, els girs sovint entraran en una fase de ferroimant (o antiferroimant). En aquesta fase, les interaccions entre els girs fan que s'alinein en patrons a gran escala, com ara dominis, ratlles o taulers d'escacs. Aquests patrons de llarg abast s'anomenen "ordre magnètic" i són anàlegs a l'estructura cristal·lina regular formada per molts sòlids.
Els líquids de spin quàntic ofereixen una alternativa espectacular a aquest comportament típic. Una descripció intuïtiva d'aquest estat és com un "líquid" de girs desordenats, en comparació amb un estat de gir ferromagnètic, molt de la mateixa manera que l'aigua líquida es troba en un estat desordenat en comparació amb el gel cristal·lí. Tanmateix, a diferència d'altres estats desordenats, un estat líquid de spin quàntic conserva el seu desordre a temperatures molt baixes. Una caracterització més moderna dels líquids de spin quàntic implica el seu ordre topològic, propietats d'entrellament quàntic de llarg abast, i qualsevol excitació.

## Exemples
Diversos models físics tenen un estat fonamental desordenat que es pot descriure com un líquid d'spin quàntic.

### Moments magnètics frustrats

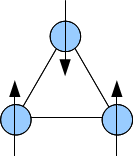
Ising frustrat gira sobre un triangle

Els girs localitzats es frustren si existeixen interaccions d'intercanvi competidores que no es poden satisfer totes al mateix temps, donant lloc a una gran degeneració de l'estat fonamental del sistema. Un triangle de girs Ising (que significa que l'única orientació possible dels girs són "amunt" o "avall"), que interactuen antiferromagnèticament, és un exemple senzill de frustració. En l'estat fonamental, dos dels girs poden ser antiparal·lels, però el tercer no. Això comporta un augment de les possibles orientacions (sis en aquest cas) dels girs en l'estat fonamental, millorant les fluctuacions i suprimint així l'ordenació magnètica.
Un treball de recerca recent va utilitzar aquest concepte en l'anàlisi de xarxes cerebrals i va indicar sorprenentment interaccions frustrades al cervell corresponents a interaccions neuronals flexibles. Aquesta observació posa de manifest la generalització del fenomen de la frustració i proposa la seva investigació en sistemes biològics.

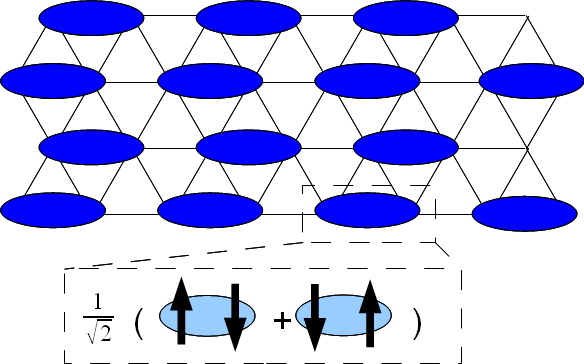
Enllaç de valència sòlid. Els enllaços formen un patró específic i consisteixen en parells de girs entrellaçats.

### Enllaços de valència ressonant (RVB)
Per construir un estat fonamental sense moment magnètic, es poden utilitzar estats d'enllaç de valència, on dos espins d'electrons formen un singlet de spin 0 a causa de la interacció antiferromagnètica. Si cada gir del sistema està lligat així, l'estat del sistema en conjunt també té un gir 0 i no és magnètic. Els dos girs que formen l'enllaç s'entrellacen al màxim, mentre que no estan entrellaçats amb els altres girs. Si tots els girs es distribueixen a determinats enllaços estàtics localitzats, això s'anomena sòlid d'enllaç de valència (VBS).

Hi ha dues coses que encara distingeixen un VBS d'un líquid de spin: primer, ordenant els enllaços d'una determinada manera, la simetria de la xarxa es trenca, cosa que no és el cas d'un líquid de spin. En segon lloc, aquest estat fonamental no té entrellaçament a llarg abast. Per aconseguir-ho, s'han de permetre les fluctuacions mecàniques quàntiques dels enllaços de valència, donant lloc a un estat fonamental que consisteix en una superposició de moltes particions diferents d'espins en enllaços de valència. Si les particions estan igualment distribuïdes (amb la mateixa amplitud quàntica), no hi ha preferència per cap partició específica ("líquid d'enllaç de valència"). Aquest tipus de funció d'ona d'estat fonamental va ser proposat per PW Anderson el 1973 com l'estat fonamental dels líquids d'espín i s'anomena estat d'enllaç de valència ressonant (RVB). Aquests estats són de gran interès teòric, ja que es proposa que tenen un paper clau en la física de superconductors d'alta temperatura.

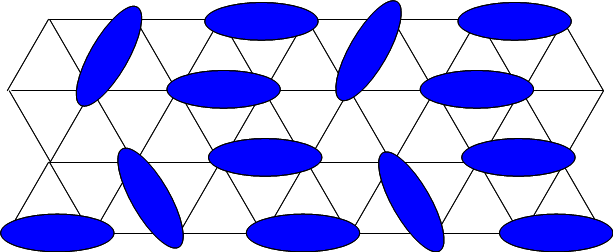
Un possible aparellament de girs a curt abast en un estat RVB.
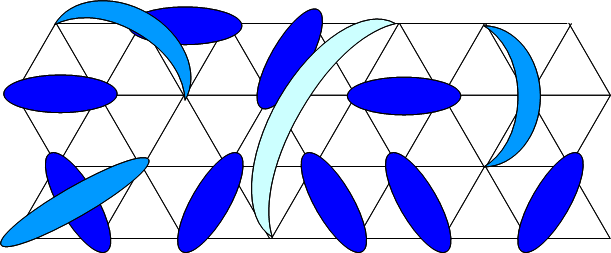
Parellament de girs a llarg abast.

## Aplicacions
Els materials que suporten estats líquids de spin quàntic poden tenir aplicacions en l'emmagatzematge de dades i la memòria. En particular, és possible realitzar un càlcul quàntic topològic mitjançant estats espín-líquid. Els desenvolupaments en líquids de spin quàntic també poden ajudar a entendre la superconductivitat a alta temperatura.